# Die Zeit (The Times)
Die Zeit (The Times) war eine Tageszeitung in jiddischer Sprache aus London. 
Das Blatt wurde 1913 von dem rumänischen Einwanderer Morris Myer begründet und herausgegeben. In den ersten Jahren repräsentierte die Zeitung vor allem die jüdische Arbeiterklasse, später gab Myer ihr zunehmend einen zionistischen Fokus, unterstützte insbesondere die Poale-Zion-Bewegung. In der Zwischenkriegszeit trat das Blatt weniger politisch festgelegt auf und veröffentlichte auch religiöse Artikel. 
Nach dem Tod des Herausgebers im Jahre 1944 wurde Die Zeit von seinem Sohn, Harry Myer (1903–1974), noch bis zur Einstellung des Betriebs 1950 weitergeführt, gegen Ende als Wochenzeitung.
Abgesehen von der kurzen Konkurrenz durch eine zweite jiddische Zeitung Anfang der 1920er Jahre (Di Express) war Die Zeit die einzige jiddischsprachige Tageszeitung in Großbritannien.